# André Hermant
Pour les personnes ayant le même patronyme, voir Hermant.
André Hermant est un architecte et urbaniste français d'origine belge, né à Anvers le 12 juin 1908, mort à Lescherolles par pendaison en 7 mai 1978 .

## Biographie
Fils du peintre belge Tony Alain Hermant, André Hermant effectue ses études secondaires au collège Stanislas de Cannes et obtient son baccalauréat en 1926.
Après des études à l'Institut supérieur de chimie, il choisit de suivre les cours de l'Institut d'urbanisme à Paris puis entre dans l'atelier d'Auguste Perret à l'École spéciale d'architecture, où il obtient son diplôme en 1933. Dès 1932, il entre au comité de rédaction de L’Architecture d’aujourd’hui et en devient directeur technique en 1939.
Il s’intéresse à la création de meubles et de luminaires entre 1935 et 1940, et adhère, en 1936, à l'Union des artistes modernes (UAM). 
Il réalise le pavillon du caoutchouc à l'Exposition universelle de 1937, qui va l'amener à s'intéresser à l'architecture particulière pour les expositions et les musées. En 1945, il est chargé de présenter les nouveaux matériaux et les procédés d'exécutions pour l'Exposition internationale de l'habitation et de l'urbanisme de 1947 et participe aux travaux de normalisation nécessaires pour la reconstruction.
En 1946, il intègre l'équipe chargée de la reconstruction du Havre dirigée par Auguste Perret. Il a d'abord été chef d'opération de l'un des îlots de la place de l'Hôtel-de-Ville, puis architecte chef de groupe de la partie sud des immeubles de la Porte Océane.
Il est vice-président de l'Union des artistes modernes (UAM) de 1948 à 1952 et crée en 1949 la section « Formes Utiles » avec René Herbst et en assure la direction théorique. Parallèlement, il s’intéresse au logement social en réalisant plusieurs cités.

## Œuvres principales
- Pavillon du caoutchouc à l'Exposition universelle de 1937,
- Cité expérimentale des Ruisselets à Beauvais (1948),
- Cités du Vouldy, des Trévois et des Chartreux à Troyes (1954-1966)
- Musée des Antiquités nationales de Saint-Germain-en-Laye (1961-1969),
- Aménagement du musée du Petit Palais d'Avignon(1961-1965),
- Galerie nationale de la Tapisserie de Beauvais (1968-1977),
- Musée Marc-Chagall de Nice (1969),
- Aménagement du parvis et de la crypte de Notre-Dame de Paris (1970-1974)[3].

## Publications
- avec Georges Michau, François Piétri, Louis Haffner, Mallet-Stevens, Albert Sébille, J. P. Sabatou, G. H. Pingusson, Jules Posener, Évolution des Transports, dans L’Architecture d’Aujourd’hui, 1935
- Formes utiles, 1959